# Message in a Bottle
Pour les articles homonymes, voir Message in a Bottle (homonymie) et Une bouteille à la mer.
Singles de The Police
So Lonely
(1978) Walking on the Moon
(1979)
Pistes de Reggatta de Blanc
Reggatta de Blanc
Message in a Bottle (Une bouteille à la mer, ou « message dans une bouteille » plus littéralement) est une chanson du groupe de rock The Police, tirée de l'album Reggatta de Blanc sorti en 1979.

## Historique
La chanson raconte l'histoire d'un naufragé sur une île imaginaire, qui envoie un message dans une bouteille afin de trouver l'amour et de mettre fin à son isolement et sa solitude. Un an plus tard, n'ayant pas reçu de réponse, le naufragé se rend compte que seul l'espoir d'une réponse le fait vivre. Puis un matin, il voit une « centaine de milliards de bouteilles » s'échouer sur la plage et réalise qu'il n'est pas seul à se sentir seul et qu'au final tout le monde se sent seul (100 milliards étant le nombre approximatif d'humains ayant vécu sur terre depuis le début de la vie), ce constat paradoxal étant une métaphore de la rançon du succès.
Le titre est le premier du groupe à être no 1 au Royaume-Uni, mais n'atteint que la 74e place aux États-Unis. Un remix classic rock est disponible sur la compilation Every Breath You Take: The Singles. Sting a indiqué à Jools Holland, lors d'une émission sur la BBC, que Message in a Bottle est sa chanson préférée.
Lors du concert Live Earth le 7 juillet 2007, le groupe, reformé pour l'occasion, a joué Message in a Bottle avec le rappeur Kanye West.

## Reprises
En 1999, le groupe de métal américain Machine Head reprend la chanson sur son album The Burning Red.
En 2006, le DJ Sander van Doorn (alias Filterfunk) et le duo Hi_Tack, remixent la chanson, intitulée S.O.S. (Message in a Bottle), puis sortie chez Spinnin' Records.
En 2021, le DJ français Colorblast alias « Gilles Luka » a repris la chanson en version électro. Sting participe au titre Another Part of Me de Snoop Dogg sur l'album Missionary (2024) qui reprend des éléments du morceau original.

## Musiciens
- Sting – basse, chant
- Andy Summers – guitares
- Stewart Copeland – batterie, percussion

## Clip
Le clip-vidéo de Message in a Bottle se déroule dans les loges d'une salle de concerts, peut-être à Londres, avec Sting, Andy Summers et Stewart Copeland en train de jouer la chanson. Il est ponctué de vidéos des premiers concerts du groupe.

## Classements et certification
| Classement (1979-1980)                 | Meilleure place |
| -------------------------------------- | --------------- |
| Afrique du Sud (Springbok Charts)      | 5               |
| Australie (Kent Music Report)          | 5               |
| Allemagne (Media Control AG)           | 35              |
| Autriche (Ö3 Austria Top 40)           | 24              |
| Belgique (Flandre Ultratop 50 Singles) | 5               |
| Danemark (IFPI)                        | 6               |
| États-Unis (Billboard Hot 100)         | 74              |
| France (SNEP)                          | 3               |
| Irlande (Irish Singles Chart)          | 1               |
| Italie (FIMI)                          | 48              |
| Nouvelle-Zélande (RMNZ)                | 11              |
| Pays-Bas (Nederlandse Top 40)          | 2               |
| Pays-Bas (Single Top 100)              | 4               |
| Portugal                               | 2               |
| Royaume-Uni (UK Singles Chart)         | 1               |
| Suède (Sverigetopplistan)              | 20              |

| Classement (2012) | Meilleure place |
| ----------------- | --------------- |
| France (SNEP)     | 142             |

| Classement (1979)              | Meilleure place |
| ------------------------------ | --------------- |
| Royaume-Uni (UK Singles Chart) | 13              |
| États-Unis (Billboard Hot 100) | 395             |

| Classement (1980) | Meilleure place |
| ----------------- | --------------- |
| France (SNEP)     | 19              |
| Italie (FIMI)     | 80              |

| Classement (1970-79)       | Meilleure position |
| -------------------------- | ------------------ |
| France (SNEP)              | 190                |
| Europe (Eurochart Hot 100) | 70                 |

| Pays                 | Certification | Date       | Ventes  |
| -------------------- | ------------- | ---------- | ------- |
| Espagne (Promusicae) | Platine       | 2024       | 60 000  |
| France (SNEP)        | Or            | 1980       | 500 000 |
| Italie (FIMI)        | Platine       | 2024       | 100 000 |
| Royaume-Uni (BPI)    | Platine       | 12/04/2024 | 600 000 |